# Hokuriku-Autobahn
Die Hokuriku-Autobahn (jap. 北陸自動車道, Hokuriku Jidōshadō) ist eine wichtige Verkehrsverbindung in Japan und durchquert die japanische Hauptinsel Honshū von Niigata bis Maibara und trifft hier auf die Meishin-Autobahn. Ihr Verlauf folgt dabei im Wesentlichen dem der Nationalstraße 8. Seit 2017 trägt sie die Nummer E8.

## Straßenbeschreibung
Die Hokuriku-Autobahn beginnt in Maibara, auf halber Strecke zwischen Nagoya und Kyoto an der Meishin-Autobahn. Die Autobahn hat 2 × 2 Fahrspuren und läuft nach Norden in das Küstengebirge. Die Berge sind nicht sehr hoch (bis 700 m), aber steil. Ab Tsuruga verläuft die Autobahn nahe an der Küste entlang und durch bergiges Gelände. Die Autobahn führt an mehreren Städten an der Westküste, wie Echizen, Fukui und Komatsu, vorbei. Besonders zwischen Komatsu und Kanazawa führt die Autobahn direkt am Meer entlang. Viele Knoten mit anderen Autobahnen sind nicht zu finden. Zwischen Toyama und Kanazawa überquert man die Tokai-Hokuriku-Autobahn, einen kurzen Zweig auf der nördlichen Halbinsel. Die Hokuriku-Autobahn biegt dann nach Nordosten ab und führt nach Toyama wieder ins Landesinnere. In diesem Bereich gibt es höhere Berge mit bis zu 3.000 Metern über dem Meeresspiegel. Allerdings läuft die Autobahn entlang der Küste, wo die Berge niedriger sind.
Bei Joetsu endet die Joshin-etsu-Autobahn aus Nagano, und bei Nagaoka endet die Kan-etsu-Autobahn aus Tokio. Die Autobahn verläuft dann nach Norden durch flachere Bereiche und erreicht die Stadt Niigata, eine der größeren Städte an der Westküste Japans. Südlich von Niigata überquert man die aus Koriyama kommende Ban-etsu-Autobahn, und die Hokuriku-Autobahn geht über in die Nihonkai-Tohoku-Autobahn die weiter nach Norden entlang Niigata führt.

## Geschichte
Die Planung der Hokuriku-Autobahn begann in den 1960er Jahren, und am 18. Oktober 1972 wurde der erste Abschnitt zwischen Komatsu und Kanazawa-nishi für den Verkehr eröffnet. Während der 1970er Jahre wurde dieser Teil sowohl nach Norden und Süden erweitert. Im Jahr 1978 wurde der erste Teil in Niigata eröffnet, und 1980 wurde die Autobahn mit der Meishin-Autobahn verbunden. Am 30. Juli 1988 wurde das letzte Teil der Autobahn in Tachiya eröffnet. Am Anfang wurden nicht alle Teile direkt mit 2 × 2 Fahrspuren gebaut, sondern auch mit nur einer Fahrbahn. Im Jahr 2000 wurde der letzte Teil auf 2 × 2 Fahrspuren bei Itoigawa erweitert.

## Eröffnungsdaten der Autobahn
| von              | nach             | Länge | Datum      |
| ---------------- | ---------------- | ----- | ---------- |
| Komatsu          | Kanazawa-nishi   | 23 km | 18.10.1972 |
| Tonami           | Kosugi           | 14 km | 16.10.1973 |
| Maruoka          | Komatsu          | 39 km | 17.10.1973 |
| Kanazawa-higashi | Tonami           | 27 km | 29.10.1974 |
| Fukui            | Maruoka          | 13 km | 09.09.1975 |
| Kosugi           | Toyama           | 12 km | 04.10.1975 |
| Takefu           | Fukui            | 16 km | 02.11.1976 |
| Tsuruga          | Takefu           | 33 km | 08.12.1977 |
| Nagaoka          | Kurosaki         | 9 km  | 21.09.1978 |
| Kanazawa-nishi   | Kanazawa-higashi | 8 km  | 12.10.1978 |
| Maibara          | Tsuruga          | 47 km | 07.04.1980 |
| Nishiyama        | Nagaoka          | 14 km | 27.08.1980 |
| Toyama           | Namerikawa       | 20 km | 19.12.1980 |
| Kashiwazaki      | Nishiyama        | 10 km | 29.10.1980 |
| Yoneyama         | Nishiyama        | 12 km | 17.11.1982 |
| Joetsu           | Yoneyama         | 29 km | 09.11.1983 |
| Namerikawa       | Asahi            | 22 km | 13.12.1983 |
| Nadachi Tanihama | Joetsu           | 14 km | 21.07.1987 |
| Asahi            | Nadachi Tanihama | 67 km | 30.07.1988 |

## Verkehrsaufkommen
Im Jahr 2005 waren am Beginn der Autobahn bei Maibara täglich ca. 27.000 Fahrzeuge unterwegs, was bis Kanazawa stabil ist. Bei Kanazawa ca. 31.000 Fahrzeuge pro Tag. Bei Uozo einem ruhigsten Punkt mit 14.000 Fahrzeugen pro Tag und bei Niigata am verkehrsreichsten Punkt mit 42.000 Fahrzeugen pro Tag.

## Ausbau der Fahrbahnen
| von     | nach    | Länge  | Fahrspuren |
| ------- | ------- | ------ | ---------- |
| Maibara | Niigata | 477 km | 2 × 2      |